# Lasserade
Lasserade é uma comuna francesa na região administrativa de Occitânia, no departamento de Gers. Estende-se por uma área de 12,76 km². Em 2010 a comuna tinha 203 habitantes (densidade: 15,9 hab./km²).